# Hyadina fukuharai
Hyadina fukuharai är en tvåvingeart som beskrevs av Ichiro Miyagi 1977. Hyadina fukuharai ingår i släktet Hyadina och familjen vattenflugor. Inga underarter finns listade i Catalogue of Life.